# 黑田美代子
黑田美代子（日语：／，1934年—2011年）是日本的伊斯兰文化研究者。

## 经历
黑田美代子婚前旧姓仓井，出生于东京，主要研究中东现代史和伊斯兰文化·社会论。她于1956年毕业于庆应义塾大学文学部法国文学科。1968年，她从开罗的艾资哈尔大学毕业，于驹泽女子大学人文学部国际文化学科担任助教，后升任为教授，2005年退休。她与丈夫黑田寿郎是庆应义塾大学的同学，两人在毕业后结婚。
曾与同为庆应义塾大学文学部法国文学科毕业的古屋健三、黑田寿郎、冈田睦创办了同人志《作品·批评》。
黑田曾长期在开罗、德黑兰、大马士革等地滞留，以物权法为中心研究伊斯兰法学与伊斯兰经济学。1967年，她在六日战争之后访问了阿勒颇的阿拉伯露天集市（英语：Bazaar），后又在阿勒颇大学的协助下进行了田野调查。通过对露天集市之历史、结构和商人的调查，她撰写了以露天集市经济为主题的学术著作《商人们的共和国（商人たちの共和国）》。

## 著作列表
- 『商人たちの共和国 世界最古のスーク、アレッポ』藤原書店、1995年

## 译书
- C.ベトレーム『社会主義移行の経済理論』野口祐監訳 亜紀書房 1975
- ムハンマド・ハミードッ=ラー『イスラーム概論』イスラミック・センター・ジャパン、1980年 書肆心水 2005
- チュニジア共和国『チュニジア私的関係法』　国際大学中東研究所、1990年。

## 脚注
1. ↑  藤原書店 目録.
2. ↑  岡田睦「灯」『群像』2010年3月
3. ↑  冈田睦 『明日なき身』講談社 2006 「灯」群像 2010-03